# 陈琳 (画家)
陳琳（1260年—1320年），字仲美，浙江杭州人，元朝風景畫家，曾得趙孟頫相與傳授。擅長風景畫、肖像畫、花鳥畫，畫作色彩淡雅，線條大膽有力。 

## 作品

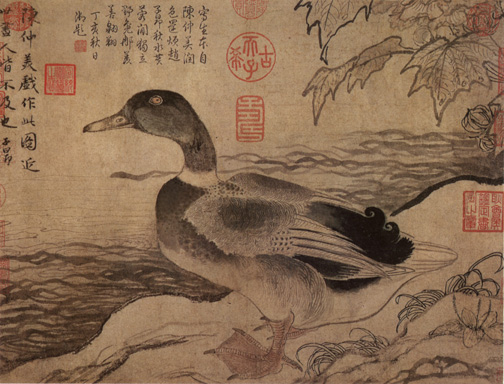
陈琳《溪鳧圖》，藏於台灣台北國立故宮博物院

《溪鳧圖》，藏於台灣台北國立故宮博物院
《寒林鍾馗》軸，藏於台灣台北國立故宮博物院
《花卉》卷，藏於台灣台北國立故宮博物院

《疏枝雙雀》軸，藏於台灣台北國立故宮博物院